# محمدرضا حیدریان
محمد رضا حیدریان (زادهٔ  اسفند ۱۳۵۲ بازیکن سابق و مربی فوتسال اهل ایران است.محمدرضا حیدریان در سال ٢٠٠٧ توانست عنوان مرد سال فوتسال آسیا را از آن خود کند. 
کسب ٩ قهرمانی جام ملتهای آسیا همراه با تیم ملی ایران در کنار کسب عنوان باارزش ترین بازیکن جام ملتهای آسیا ٢٠٠۴ از افتخارات اوست
وی سابقه بازی در تیم‌های فوتسال استقلال، علم و ادب، پرسپولیس و راه ساری را در کارنامه دارد.